# Asháninka-Keule
Die Asháninka-Keule  ist eine Schlagwaffe der Asháninka-Ethnie aus Peru, die im westlichen Amazonasbecken lebt.

## Beschreibung
Die Asháninka-Keule besteht aus Holz. Sie ist am Schaft oval und läuft zum Schlagkopf flach aus. Der Ort ist fischschwanzförmig ausgeschnitten (siehe Bild Infobox). Der Knauf ist kegelförmig oder spitz gearbeitet. Die gesamte Fläche des Schlagkopfes ist mit traditionellen Schnitzereien verziert, die mit weißer Farbe ausgelegt sind. Das Heft ist mit Stoff überzogen, und mit einem Seil aus Pflanzenfasern fixiert.